# Louis Martin
Louis Martin (Bordeaux, 22 agosto 1823 – Arnières-sur-Iton, 29 luglio 1894) è stato il padre di Thérèse Martin, più nota come Teresa di Lisieux, la giovane morta ventiquattrenne e dottore della Chiesa, venerata come santa dalla Chiesa cattolica. È stato a sua volta beatificato e canonizzato insieme alla moglie Zélie Guerin. Furono i primi sposi ad essere canonizzati insieme.

## Biografia
Louis-Joseph-Aloys-Stanislas Martin era il terzo dei cinque figli di Pierre-François Martin, capitano dell'esercito napoleonico, e Marie-Anne-Fanie Boureau.
Louis, di indole contemplativa, amante della poesia, del disegno e della pittura, tentò di entrare in un monastero di San Bernardo, ma l'entrata in convento fu rifiutata per la sua mancanza di conoscenza del latino. Per un certo periodo, mentre lavorava come orologiaio e orefice, ne intraprese lo studio, ma in seguito abbandonò tale progetto.
Dopo soli tre mesi di fidanzamento, alle ore 22:00 del 12 luglio 1858, si sposò con rito civile con Zélie Guérin e, due ore dopo, nella mezzanotte tra il 12 e il 13 luglio, si sposarono con rito religioso. Zélie aveva un negozio di merletti. Andarono ad abitare in via del Pont-Neuf, ad Alençon.
Negli ultimi tempi però si disfò del negozio per dedicarsi esclusivamente all'attività di amministratore dell'azienda della moglie. A differenza di Zélie, di cui ci sono pervenute 260 lettere, di Louis possiamo leggerne soltanto 18.
La coppia ebbe 9 figli, ma solo cinque figlie giunsero all'adolescenza. Tutte e cinque le figlie si fecero suore: 
- Marie (1860 - 1940), carmelitana a Lisieux con il nome di Suor Marie del Sacro Cuore.
- Pauline (1861 - 1951), carmelitana a Lisieux con il nome di Madre Agnès di Gesù
- Léonie (1863 - 1941), suora nel convento della visitazione a Caen, nota come sorella Françoise-Thérèse e oggi Serva di Dio.[3]
- Marie-Hélène (1864 - 1870);
- Marie-Joseph-Louis (1866 - 1867);
- Marie-Joseph-Jean-Baptiste (1867 - 1868)
- Céline (1869 - 1959), carmelitana a Lisieux con il nome di sorella Geneviève del Sacro Volto.
- Marie-Mélanie-Thérèse (16 agosto 1870 - 8 ottobre 1870)
- Thérèse 1873 - 1897), carmelitana a Lisieux con il nome di suor Thérèse del Bambin Gesù e del Sacro Volto, venerata come santa dalla Chiesa cattolica.

Dopo la morte della moglie, nel 1877, Louis vendette il negozio di merletti e si trasferì dal fratello di lei, Isidore Guérin, che viveva a Lisieux con la moglie e due figlie.
Nel 1889 ebbe due infarti, e fu ricoverato per tre anni nell'istituto Bon Sauveur di Caen. Il 10 maggio 1892 fece ritorno a Lisieux, dove le figlie Céline e Léonie lo assistettero fino alla sua morte, sopraggiunta due anni dopo.

## Culto

### Beatificazione
A livello diocesano, i processi per la beatificazione di Louis Martin e sua moglie Zelia Guérin sono istruiti separatamente. Essi si tengono rispettivamente nelle diocesi di Bayeux-Lisieux e di Sées, dal 1957 al 1960. Ciascuno dei due è dichiarato, separatamente, Servo di Dio da papa Giovanni XXIII.
Le due cause sono poi unificate quando vengono discusse di fronte alla Congregazione delle cause dei santi a Roma per volere di papa Paolo VI, nel 1971.
Nel 1976 il Patriarca di Venezia Albino Luciani, futuro Giovanni Paolo I, scrive: "Quando ho sentito che era introdotta la causa di beatificazione dei genitori di Santa Teresa di Gesù Bambino, ho detto: «Finalmente una causa a due! San Luigi IX è santo senza la sua Margherita, Santa Monica senza il suo Patrizio; Zelia Guérin, invece, sarà santa con Luigi Martin suo sposo e con Teresa sua figlia!»".
Il 26 marzo 1994 la coppia è proclamata Venerabile da papa Giovanni Paolo II. Nel 1995 è aperto in Vaticano il processo di beatificazione. La guarigione di un bambino di Monza, Pietro Schilirò, nato il 25 maggio 2002 con una grave malformazione ai polmoni cui era seguita una prognosi infausta, è stata considerata miracolosa dalla Consulta Medica che si è occupata del caso, ed è stata attribuita dalla Chiesa cattolica all'intercessione dei coniugi Martin, invocata dai genitori del piccolo, guarito e dimesso il 27 luglio dello stesso anno.
Il 19 ottobre 2008 Louis Martin e Zélie Guérin sono beatificati dal cardinale José Saraiva Martins, legato di papa Benedetto XVI, nella Basilica di Santa Teresa a Lisieux.

### Canonizzazione
I coniugi Martin sono stati proclamati congiuntamente Santi da papa Francesco il 18 ottobre 2015, sette anni dopo la beatificazione, durante la XIV Assemblea generale ordinaria del Sinodo dei vescovi, avente per tema La vocazione e la missione della famiglia nella Chiesa e nel mondo contemporaneo.
Il secondo miracolo, necessario per la canonizzazione, riguarda la piccola Carmen, nata a Valencia con una grave emorragia cerebrale, la cui guarigione, giudicata scientificamente inspiegabile dalla Consulta Medica occupatasi del caso, è stata considerata dalla Chiesa cattolica un miracolo ottenuto per intercessione dei beati coniugi Martin, che parenti e amici della bambina avevano invocato mediante una novena di preghiera.

### Memoria liturgica
La Chiesa li ricorda separatamente: Louis Martin il 29 luglio e Zelia Guérin il 28 agosto, mentre la diocesi di Bayeux-Lisieux e i carmelitani scalzi ne fanno memoria il 12 luglio, vigilia del loro matrimonio.

## Matrimonio come vocazione
Entrambi i coniugi Martin, in gioventù, avevano desiderato abbracciare la vita religiosa, desiderio che entrambi non poterono soddisfare. Nel 1858 dopo un breve fidanzamento, decisero di sposarsi. L'etimologia di bello, kalós, porta al verbo kalèo, chiamare. La bellezza è vocazione. È attrazione. È trasformazione della materia in arte e dello spirito in volo. È trasformazione dostoevskiana nel senso di anamorfosi (dal greco anamórphosis, ἀναμόρϕωσις; "rigenerazione", "nuova formazione"). Bellezza come mezzo di elevazione, che in sé porta ad una forma più alta di essere. E la santità della famiglia è misura alta di questa invenzione d'amore di Dio.
il cardinale José Saraiva Martins durante l'omelia del 19 ottobre 2008 ha riassunto così la straordinarietà della loro vita familiare: